# Willy-Brandt-Preis für Zeitgeschichte
Der Willy-Brandt-Preis für Zeitgeschichte (bis 2011: „Willy-Brandt-Preis zur Förderung von Nachwuchswissenschaftlerinnen und -wissenschaftlern“) ist ein Wissenschaftspreis, der alle zwei Jahre von der Bundeskanzler-Willy-Brandt-Stiftung vergeben wird. Ausgezeichnet werden deutsch- oder englischsprachige Forschungsarbeiten, die sich mit der Person Willy Brandt oder Themen seiner Politik beschäftigen. Die Preisträger bekommen die Möglichkeit, in der stiftungseigenen Schriftenreihe „Willy-Brandt-Studien“ zu publizieren oder erhalten alternativ einen Druckkostenzuschuss.

## Preisträger
- 2005 Daniel Friedrich Sturm, Journalist, „Die Welt“
- 2007 Robin M. Allers, Historiker, Universität Oslo
- 2009 Petri Hakkarainen, Diplomat, Genfer Zentrum für Sicherheitspolitik
- 2011 Claudia Hiepel, Historikerin, Universität Duisburg-Essen
- 2013 nicht vergeben
- 2015 Kristina Meyer, Historikerin, Friedrich-Schiller-Universität Jena
- 2017 Scott Krause, Historiker
- 2019 Michael Frey, Historiker
- 2021 Felix Lieb, Historiker
- 2023 Pénélope Léa Patry, Germanistin[1]